# Christian Nawrat
Christian Nawrat (* 2. Juni 1969) ist ein Brigadegeneral des Heeres der Bundeswehr und seit April 2025 Abteilungsleiter Einsatz/Militärisches Nachrichtenwesen/Ausbildung im Kommando Heer in Strausberg.

## Militärische Laufbahn

### Ausbildung und erste Verwendungen
Nawrat trat zum 1. Juni 1989 bei der 2. Kompanie des Panzergrenadierbataillons 102 in Bayreuth in die Bundeswehr ein. Es folgte bis 1992 die Ausbildung zum Offizier der Panzergrenadiertruppe.
1992 bis 1996 studierte er Bauingenieurwesen und Umwelttechnik an der Universität der Bundeswehr in München und wurde anschließend von 1996 bis 1997 als Zugführer und danach bis 2000 als Kompaniechef in der 5. Kompanie des Panzergrenadierbataillons 122 in Oberviechtach eingesetzt.
Von 2002 bis 2004 war er Teilnehmer am 45. Lehrgang Generalstabsdienst/Admiralstabsdienst National an der Führungsakademie der Bundeswehr in Hamburg.

### Dienst als Stabsoffizier
Nach der Ausbildung zum Generalstabsoffizier war Nawrat von 2004 bis 2006 Abteilungsleiter G3 der Panzergrenadierbrigade 1 in Hildesheim und ging anschließend für mehrere Jahre in die Vereinigten Staaten, wo er 2006 bis 2007 an der US Army Command and General Staff School in Fort Leavenworth in Kansas in den USA einen Stabsoffzierkurs besuchte und 2007 bis 2008 ein Studium des Master Military Arts and Science an der School of Advanced Military Studies absolvierte.
Es folgte eine Verwendung im Bundesministerium für Verteidigung (BMVg) in Bonn, ehe Nawrat Kommandeur des Panzergrenadierbataillons 122 in Oberviechtach wurde. Es folgten erneute Verwendungen im BMVg und bei der NATO im Hauptquartier SHAPE in Mons (Belgien).

### Dienst als General
Im Januar 2021 übernahm Nawrat von Brigadegeneral Andreas Durst das Kommando über die Panzergrenadierbrigade 41 in Neubrandenburg. Am 18. April 2024 übergab er das Kommando über die Brigade im Rahmen eines feierlichen Appells an Brigadegeneral Ralf Peter Hammerstein. und übernahm dessen Dienstposten als Director, NATO Advisory and Liasion Team, Kosovo. Seit April 2025 ist er Abteilungsleiter Einsatz/Militärisches Nachrichtenwesen/Ausbildung im Kommando Heer in Strausberg.

### Auslandseinsätze
- 2005 als G5 Offizier bei der multinationalen Brigade International Security Assistance Force (ISAF) in Kabul in Afghanistan
- 2010 bis 2011 als Senior Mentor OMLT bei der ISAF in Afghanistan
- Seit April 2024 Director, NATO Advisory and Liasion Team, Kosovo

### Auszeichnungen
- Ehrenkreuz der Bundeswehr in Gold
- Einsatzmedaille der Bundeswehr ISAF
- NATO-Medaille ISAF

## Privates
Nawrat ist verheiratet.